# Mycosphaerella
Mycosphaerella é um género of ascomycota. Com mais de 10.000 espécies, é o género maior dos fungos patogénicos.

## Espécies
Mycosphaerella arachidis

Mycosphaerella areola

Mycosphaerella berkeleyi

Mycosphaerella bolleana

Mycosphaerella brassicicola

Mycosphaerella caricae

Mycosphaerella carinthiaca

Mycosphaerella caryigena

Mycosphaerella cerasella

Mycosphaerella citri

Mycosphaerella coffeicola

Mycosphaerella confusa

Mycosphaerella cruenta

Mycosphaerella dendroides

Mycosphaerella dianthi

Mycosphaerella eumusae

Mycosphaerella fijiensis

Mycosphaerella fragariae

Mycosphaerella gossypina

Mycosphaerella graminicola

Mycosphaerella henningsii

Mycosphaerella horii

Mycosphaerella juglandis

Mycosphaerella lageniformis

Mycosphaerella linicola

Mycosphaerella louisianae

Mycosphaerella musae

Mycosphaerella musicola

Mycosphaerella palmicola

Mycosphaerella pinodes

Mycosphaerella pistaciarum

Mycosphaerella pistacina

Mycosphaerella platanifolia

Mycosphaerella polymorpha

Mycosphaerella pomi

Mycosphaerella punctiformis

Mycosphaerella pyri

Mycosphaerella rabiei

Mycosphaerella recutita

Mycosphaerella rosicola

Mycosphaerella rubi

Mycosphaerella stigmina-platani

Mycosphaerella striatiformans

Mycosphaerella tassiana
Ver Lista de espécies de Mycosphaerella.